# Discocalyx latepetiolata
Discocalyx latepetiolata là một loài thực vật có hoa trong họ Anh thảo. Loài này được (Mez) Sleumer mô tả khoa học đầu tiên năm 1988.